# Bromidrato
I bromidrati sono sali di bromo di formula generale RH+Br− ottenuti per trattamento di una base di Lewis con acido bromidrico. Tali composti, spesso riportati con la formula R·HBr, appaiono come solidi cristallini bianchi o incolori e per via della loro natura ionica sono ben solubili nei solventi polari. Dal punto di vista chimico i bromidrati sono strettamente correlati ai cloridrati, sali di cloro aventi formula RH+Cl− coi quali condividono la reattività e le modalità di sintesi, nonché l'impiego in ambito terapeutico.